# Opportuna von Sées

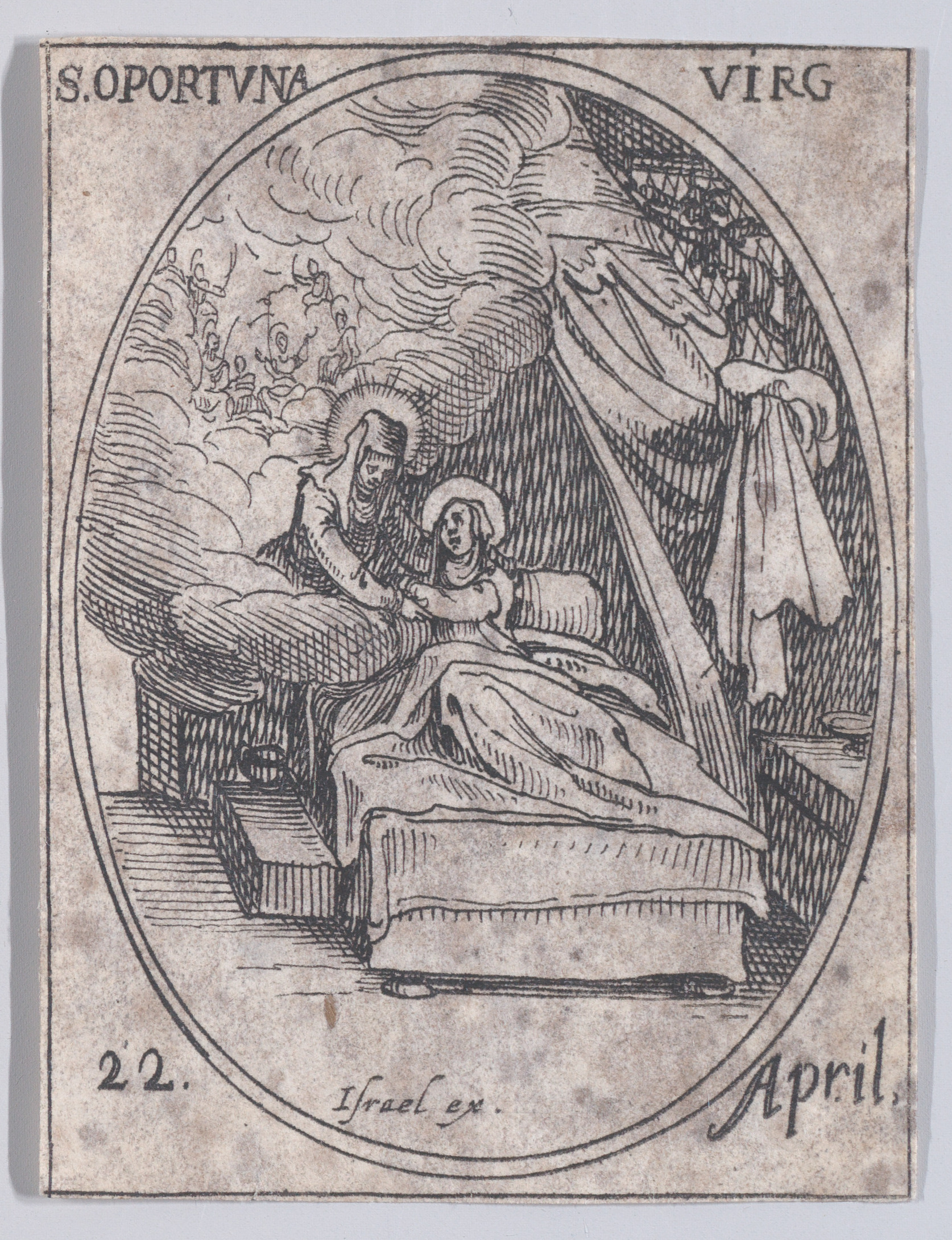
Hl. Opportuna, Stich von Jacques Callot (1636)

Opportuna von Sées oder Opportuna von Montreuil (* um 700 in Argentan; † 22. April 770 in Montreuil-au-Houlme bei Almenêches) war eine als heilig verehrte Äbtissin der Karolingerzeit. Ihr Name bedeutet „die Taugliche“.

## Vita
Opportuna stammte aus dem Geschlecht der Robertiner; ihr Bruder war Bischof Chrodegang von Sées. Sie trat ins Benediktinerinnen-Kloster Monasteriolum ein, welches von ihrer Cousine Lantildis geleitet wurde. Nach deren Tod übernahm Opportuna die Führung des Klosters. Eines Tages habe ein Bauer einen Esel des Klosters gestohlen; Opportuna legte die Angelegenheit in die Hände Gottes und am nächsten Tag sei das Feld des Bauern mit Salz bedeckt gewesen, woraufhin er den Esel und das Feld dem Kloster übereignet habe. Auf einer Reise zu ihr wurde ihr Bruder im Jahr 769 ermordet; er wurde in ihrem Kloster bestattet und später als heilig verehrt. Weitere Ereignisse aus ihrem Leben sind nicht bekannt; an ihrem Sterbebett sollen die hll. Cäcilia und Lucia erschienen sein. In der Zeit nach ihrem Tod geschahen angeblich zahlreiche Wundertaten, die in der von Bischof Adalhelm von Sées im Jahr 886 verfassten Vita et miracula Sanctae Opportunae erfasst wurden.

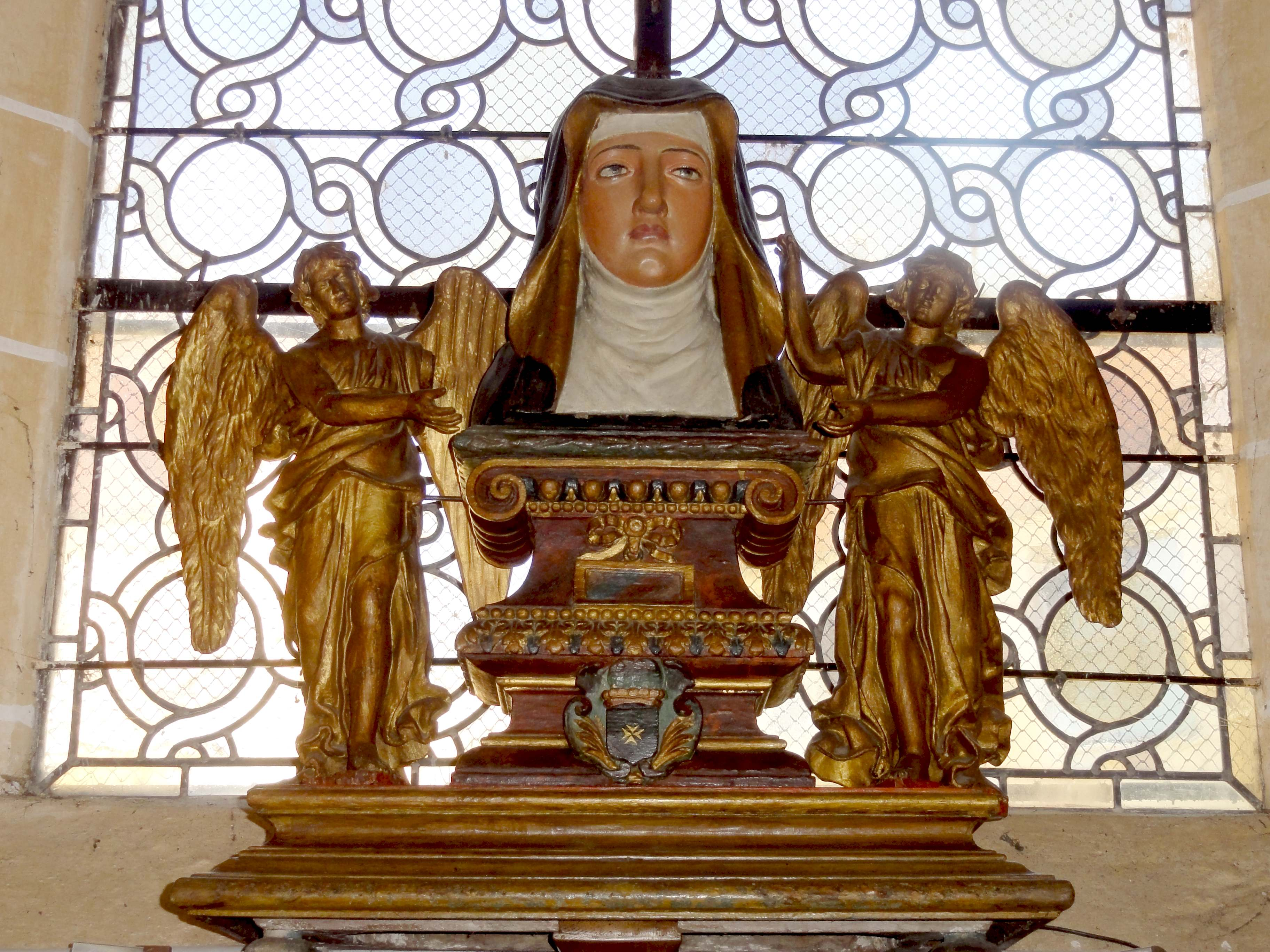
Reliquiar in Moussy

## Verehrung
Ihre Verehrung war immer nur von regionaler Bedeutung und beschränkte sich im Wesentlichen auf die Normandie. Während der Regierungszeit Karls des Kahlen (reg. 843–877) wurden die Reliquien der Heiligen wegen der Gefahr von Wikingerüberfällen in das Priorat von Moussy verbracht. Später gelangten Teile nach Senlis und nach Paris. Mehrere Orte und Kirchen in Nordfrankreich sind nach ihr benannt (z. B. Sainte-Opportune-du-Bosc, Le Plessis-Sainte-Opportune oder Sainte-Opportune-la-Mare). Ihr Festtag ist der 22. April.

## Darstellung
Nur wenige Darstellungen der Heiligen sind bekannt; die meisten stammen aus Kirchenfenstern des 19. und frühen 20. Jahrhunderts. Ihr wichtigstes Attribut ist ein Abtsstab.

## Volksweisheit
Eine in der Normandie verbreitete Volksweisheit lautet: „Wenn es regnet an Sankt Opportuna, gibt es keine Kirschen und keine Pflaumen“ („Pluie à la Sainte-Opportune / n'y a ni cerises, ni prunes“).